# Antonine Mignon
Antonia "Antonine" Rose Mignon, född 7 augusti 1904 i Nice departementet Alpes-Maritimes, död (uppgift saknas), var en fransk friidrottare med löpgrenar som huvudgren. Mignon var en pionjär inom damidrott. Hon deltog i flera franska mästerskap i friidrott och blev medaljör vid de första Internationella spelen i friidrott för damer Damolympiaden 1921.

## Biografi
Antonine Mignon föddes 1904 i Nice i regionen Provence-Alpes-Côte d'Azur i sydöstra Frankrike. I ungdomstiden blev hon intresserad av friidrott och gick med i idrottsföreningen "Riviera Sports de Nice" (RFS Nice). Hon tävlade främst i kortdistanslöpning 60–300 meter och stafettlöpning men var även aktiv i höjdhopp och femkamp.
1920 deltog Mignon i sina första franska mästerskap (Championnats de France d'Athlétisme - CFA) då hon tog silvermedalj i löpning 300 meter vid tävlingar 4 juli på Jean-Bouinstadion i Paris. Hon tävlade även i löpning 80 meter där hon slutade på en femteplats.
1921 deltog hon vid Damolympiaden 1921 25–30 mars i Monte Carlo, under tävlingarna vann hon bronsmedalj i stafettlöpning 4 x 200 meter (i landslaget Equipe nationale FFFSA med Alice Gonnet, Raymonde Canolle, Antonine Mignon som tredje löpare och Paulette de Croze). Hon tävlade även i löpning 60 m där hon tog brons i 60 m Consolation ("tröstlopp") och 250 m och i höjdhopp dock utan att nå medaljplats.
Vid franska mästerskapen 19 juni samma år på Stade du Metropolitan i Colombes vann hon guldmedalj i löpning 300 meter.
1922 deltog Mignon vid Damspelen 1922 15–23 april åter i Monte Carlo. Hon tävlade i femkamp (då löpning 60 m och 300 m, spjutkastning. höjdhopp och kulstötning) dock utan att nå medaljplats.
Senare drog Mignon sig tillbaka från tävlingslivet.